# Patty Jenkins
Patricia Lea "Patty" Jenkins, född 24 juli 1971 i Victorville, Kalifornien, är en amerikansk filmregissör och manusförfattare.
Jenkins långfilmsdebuterade 2003 med filmen Monster, där Charlize Theron porträtterar seriemördaren Aileen Wuornos. Jenkins regisserade filmen och skrev även dess manus. År 2011 regisserade Jenkins pilotavsnittet i TV-serien The Killing, vilket också ledde till att hon nominerades till en Emmy Award. År 2017 regisserade hon superhjältefilmen Wonder Woman med Gal Gadot i huvudrollen. I och med detta blev Jenkins den andra kvinnan i historien att regissera en film med en budget på över 100 miljoner amerikanska dollar.
År 2007 gifte sig Jenkins med Sam Sheridan. Paret har en son tillsammans.

## Filmografi (i urval)
- 2003 – Monster (regi och manus)
- 2006 – Entourage (TV-serie) (gästregissör i två avsnitt)
- 2011 – Five (TV-film)
- 2011 – The Killing (TV-serie) (gästregissör i två avsnitt)
- 2017 – Wonder Woman
- 2020 – Wonder Woman 1984